# Zuger Hochlicht
Das Zuger Hochlicht ist ein 2371 Meter hoher Berg im Lechquellengebirge im österreichischen Bundesland Vorarlberg.

## Besteigungen
Das Zuger Hochlicht wird im Sommer sehr selten bestiegen. Die benachbarte Mohnenfluh ist ein weitaus beliebteres Ziel. Bestiegen wird das Zuger Hochlicht vom Mohnensattel (2315 m) über einen Grat aus oder direkt von der Bergstation der nur im Winter betriebenen Sesselbahn Steinmähder (2309 m). Landschaftlich geschätzt wird der Gipfel des Zuger Hochlicht weniger: „Die Reste der ehemaligen Bergbahn zum Zuger Hochlicht ebenfalls eine Scheußlichkeit. [...] sagt, daß man sich diesen Gipfel schenken kann!“ Im Winter wird das Zuger Hochlicht von Skifahrern für Tiefschnee-Abfahrten genutzt, da es relativ leicht erreichbar ist.

## Touristische Erschließung
Bis ins Jahr 2001 führte eine einspurige Pendelbahn des Herstellers Waagner-Biro vom gegenüberliegenden Kriegerhorn auf das Zuger Hochlicht. Sie trug den leicht irreführenden Namen Mohnenfluhbahn. Diese Seilbahn besaß teilweise einen Bodenabstand von mehr als 150 Metern, die Bahn spannte sich stützenlos von Gipfel zu Gipfel. Im Zuge des ersatzlosen Abbruchs der Mohnenfluhbahn im Jahr 2001 wurde die damalige 4er-Sesselbahn Steinmähder durch einen Neubau ersetzt. Die heutige 8er-Sesselbahn Steinmähder hat ihre Bergstation östlich knapp unterhalb des Gipfels des Zuger Hochlichts.

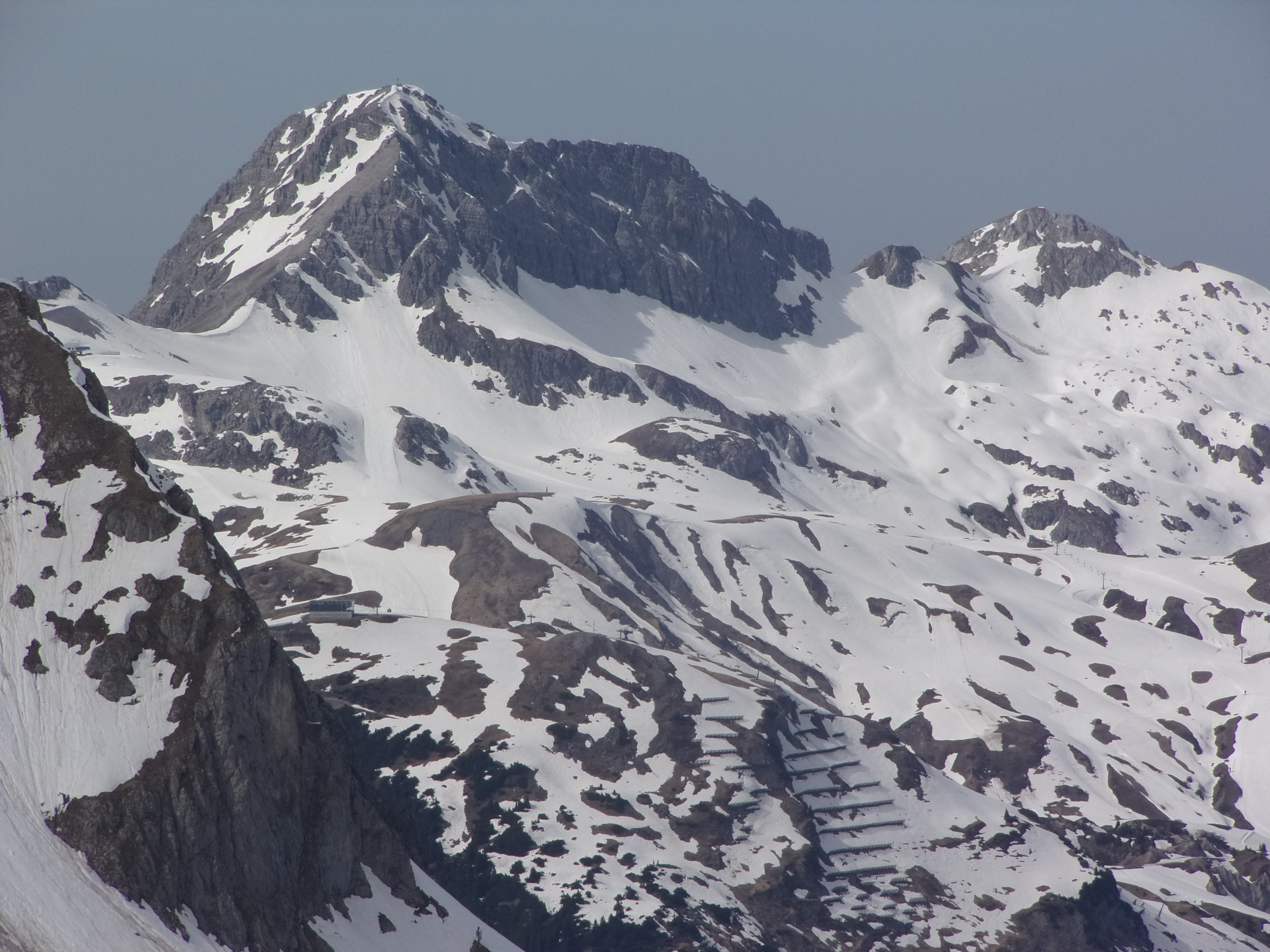
Mohnenfluh links der Mitte, ganz links das Zuger Hochlicht mit der Ruine der Bergstation. Vorn eine Seilbahnstation auf dem Kriegerhorn.